# تفسير الإمام العسكري
تفسير الإمام الحسن العسكري تفسير منسوب إلى الحسن العسكري ، الإمام الحادي عشر عند الإمامية الإثنا عشرية.

## عن التفسير
قال الذهبي: «"عثرنا على هذا التفسير في دار الكتب المصرية فوجدناه منسوبا إلى الإمام أبى محمد الحسن العسكرى، ومروياص عنه برواية أبى يعقوب يوسف بن محمد بن زياد، وأبى الحسن على بن محمد بن محمد بن سيار، وهما من الشيعة الإمامية، وقد تلقيا هذا التفسير وكتباه عن الحسن العسكرى في سبع سنين". وهو مطبوع بتحقيق ونشر مدرسة الإمام المهدي قم المقدسة بمناسبة حلول الذكرى السنوية لاستشهاد الإمام الحسن بن علي العسكري عليه السلام أول يوم ولاية الإمام الغائب المهدي عليه السلام بالإمامة الالهية الكبرى.»

## وصف هذا الكتاب
قال الذهبي: «"والكتاب مطبوع في مجلد صغير يقع في (286 صحيفة)"، والنسخة التي رجعت إليها مطبوعة في 700 صفحة تقريبا، شاملة مقدمة المحقق، وتعليقات في آخر الكتاب، وكلها لا تتجاوز 20 صفحة. والفرق في عدد الصفحات بين الطبعة التي ذكرها الذهبي، والطبعة الحديثة يتجاوز النصف، مما يدل على وجود زيادات في متن التفسير لم تكن في الطبعة الأولى، خصوصا وأن التفسير في كلا الطبعتين لم يتجاوز سورة البقرة....وهو غير شامل للقرآن كله، بل بعد الفراغ من المقدمة وشرح الاستعاذة شرع في الفاتحة ففسرها، ثم شرع في سورة البقرة فوصل فيها إلى قوله تعالى في الآية [114]: {ومن أظلم ممن منع مساجد لله أن يذكر فيها اسمه وسعى في خرابها أولئك ما كان لهم أن يدخلوها إلا خائفين لهم في الدنيا خزي ولهم في الآخرة عذاب عظيم}. (وذلك يبدأ من أول الكتاب إلى ص 236)". قلت: وهو في الطبعة الحديثة إلى صفحة 568...:"ومن قوله تعالى فيها: {إن الصفا والمروة} الآية [158]. إلى قوله: {ولكم في القصاص حياة} الآية [179]. (وذلك يبدأ من ص 236 إلى ص 254)" .وفي الطبعة الحديثة من 569الى صفحة 602....ومن قوله تعالى: {ليس عليكم جناح أن تبتغوا فضلا من ربكم فإذا أفضتم من عرفات} الآية [198]. إلى قوله: {هل ينظرون إلا أن يأتيهم الله في ظلل من الغمام} الآية [210]. (وذلك يبدأ من ص 254 إلى ص 267)" وفي الطبعة الحديثة إلى 636 قال المحقق:" من قوله تعالى (كتب عليكم إذ حضر أحدكم الموت - إلى قوله - فإذا أفضتم من عرفات) اثنتان وعشرون آية تفسيرها مفقود، رزقنا الله تمامه بجاه محمد وآله ". ومن قوله تعالى فيها: {أو ضعيفا أو لا يستطيع أن يمل هو فليملل وليه بالعدل} الآية [282]. إلى قوله: {ولا تكتموا الشهادة ومن يكتمها فإنه آثم قلبه} في الآية [283]. (وذلك يبدأ من ص 267 إلى ص 286). وفي الطبعة الحديثة من 636 إلى 678.»

## رأي الشيعة
هناك اختلاف في نسبة هذا التفسير للحسن العسكري، فقد رأى جماعة من كبار علماء الإمامية صحة نسبة هذا التفسير إلى الإمام، ونفوا كونه موضوعا ورأى أخرين عكس ذلك.

### القائلون باعتباره
- الصدوق[1]| جزء من سلسلة مقالات حول               |
| علم التفسير                           |
|                                       |
| مناهج التفسير                         |
| أمهات التفاسير عند أهل السنة والجماعة |
| تفاسير أهل السنة والجماعة             |
| تفاسير الأشعرية و الماتريدية          |
| تفاسير المعتزلة                       |
| تفاسير الصوفية                        |
| تفاسير الشيعة                         |
| مصطلحات                               |
| التصنيف بوابة الإسلام                 |
| ع ن ت                                 |
- الطبرسي
- علي الكركي
- الشهيد الثاني
- محمد تقي المجلسي
- محمد باقر المجلسي
- الحر العاملي
- ابن شهر آشوب[2]
- القطب الرواندي
- الفيض الكاشاني
- هاشم البحراني
- نعمة الله الجزائري
- الوحيد البهبهاني
- عبد الله شبر

- مرتضى الأنصاري

النافون كونه للعسكري والقائلون بوضعه:
- ابن الغضائري
- ابن المطهر الحلي
- المحقق الدماد[3]
- مصطفى التفرشي
- الاسترابادي
- الأردبيلي
- محمد جواد البلاغي
- محمد تقي التستري
- أبو الحسن الشعراني
- أبو القاسم الخوئي :«: التفسير المنسوب للإمام العسكري ع إنما هو براوية هذا الرجل علي بن محمد بن سيار وزميله يوسف بن محمد بن زياد،وكلاهما مجهول الحال ولا يعتد براوية أنفسهما عن الإمام ع اهتمامه بشأنهما وطلبه من أبويهما إبقائهما عنده لافادتهما العلم الذي يشرفهما الله به.»[4]

وهناك رأي ثالث لدى بعض العلماء يرى أن شأنه شأن الكتب الحديثية الأخرى فيه الصحيح والضعيف ،ويجب التعامل مع رواياته على هذا الأساس.[بحاجة لمصدر]

## رأي أهل السنة والجماعة
- محمد حسين الذهبي الذي صرَّح وجزم بذلك في كتابه التفسير والمفسرون إذ قال: «ومن خلال تتبع هذا التفسير أجزم متوكلاً على الله تعالى أنه غير صحيح النسبة للإمام الحسن العسكري، وأدلة ذلك: أولا أنه لا يوجد ما يثبت هذه النسبة، ولا يوجد إسناد إلى الحسن بذلك، ثم إن محققو الشيعة أنفسهم لا يجزمون بهذه النسبة نجد ذلك من خلال قولهم التفسير المنسوب إلى الإمام الحسن العسكري».[5]

- محمد محمد إبراهيم العسال الذي أفرد مدخلاً للحديث عن هذا التفسير في كتابه الشيعة الإثني عشرية ومنهجهم في تفسير القرآن الكريم قائلاً عنه: «والتفسير في جملته مليء بالخرافات، فضلاً عما فيه من غلو فاق كل تصور مما يجعل نسبته إلى هذا الإمام إنما هي زور وبهتان».[6]

## وصلات خارجية
تحميل الكتاب